# Paul Morant
Paul Morant (Hampton, ...) è un giocatore di football americano statunitense che gioca come safety per i Berlin Rebels.